# Port lotniczy Singapur-Pulau Sudong
Port lotniczy Singapur-Pulau Sudong – port lotniczy w Singapurze. Używany jest obecnie do celów wojskowych.